# 奇马尔波波卡
奇马尔波波卡（纳瓦特尔语：Chīmalpopōca，“冒烟盾”，1397年—1427年），是阿兹特克特诺奇蒂特兰城的第三位统治者，他在1417年至1427年在位。他的身世各版本不一，目前传播最广泛的版本是其父为维齐利维特尔，但是也有版本说其父为阿卡马皮奇特利，维齐利维特尔是其兄。在他执政期间，他建造了一条通往特拉科潘的通道，还征服了特基斯基亚克人（Tequizquiac）。与此同时，特诺奇蒂特兰的盟国特帕内克斯爆发因王位继承问题引发的内乱，奇马尔波波卡被人刺杀，年仅29岁。